# L'impero delle otome
L'impero delle otome (オトメの帝国?, Otome no teikoku) è un manga ecchi yuri di Torajiro Kishi, uscito per la prima volta nel 2010 e pubblicato dalla casa editrice Shūeisha; in Italia è edito da Edizioni BD con etichetta J-Pop.

## Trama
Il manga narra le vicende delle studentesse giapponesi e le loro vite al di fuori della scuola e non, tra risate e amicizie che si trasformeranno in qualcosa di più forte.

## Pubblicazione
Il manga, scritto e disegnato da Torajiro Kishi, viene serializzato dal 4 agosto 2010 sulla rivista Grand Jump edita da Shūeisha. I capitoli vengono raccolti in volumi tankōbon dal 18 marzo 2011; al 4 luglio 2024 il numero totale ammonta a 19.
In Italia la serie viene pubblicata da Edizioni BD sotto l'etichetta J-Pop dal 25 agosto 2012.
| Nº | Data di prima pubblicazione | Data di prima pubblicazione | Data di prima pubblicazione | Data di prima pubblicazione |
| Nº | Giapponese                  | Giapponese                  | Italiano                    | Italiano                    |
| -- | --------------------------- | --------------------------- | --------------------------- | --------------------------- |
| 1  | 18 marzo 2011               | ISBN 978-4-08-879123-4      | 25 agosto 2012              | ISBN 978-88-6634-311-0      |
| 2  | 19 gennaio 2012             | ISBN 978-4-08-879229-3      | 31 gennaio 2013             | ISBN 978-88-6634-312-7      |
| 3  | 19 settembre 2012           | ISBN 978-4-08-879424-2      | 21 giugno 2017              | ISBN 978-88-3275-030-0      |
| 4  | 19 dicembre 2013            | ISBN 978-4-08-879725-0      | 25 ottobre 2017             | ISBN 978-88-3275-207-6      |
| 5  | 19 dicembre 2013            | ISBN 978-4-08-879726-7      | 28 febbraio 2018            | ISBN 978-88-3275-208-3      |
| 6  | 19 giugno 2014              | ISBN 978-4-08-879863-9      | 20 giugno 2018              | ISBN 978-88-3275-464-3      |
| 7  | 19 dicembre 2014            | ISBN 978-4-08-890065-0      | 24 ottobre 2018             | ISBN 978-88-3275-612-8      |
| 8  | 17 luglio 2015              | ISBN 978-4-08-890216-6      | 27 febbraio 2019            | ISBN 978-88-3275-725-5      |
| 9  | 19 febbraio 2016            | ISBN 978-4-08-890367-5      | 26 giugno 2019              | ISBN 978-88-3275-879-5      |
| 10 | 19 luglio 2016              | ISBN 978-4-08-890473-3      | 9 ottobre 2019              | ISBN 978-88-349-0019-2      |
| 11 | 17 febbraio 2017            | ISBN 978-4-08-890655-3      | 5 febbraio 2020             | ISBN 978-88-349-0188-5      |
| 12 | 18 agosto 2017              | ISBN 978-4-08-890735-2      | 24 marzo 2021               | ISBN 978-88-349-0541-8      |
| 13 | 4 giugno 2018               | ISBN 978-4-08-891025-3      | 11 agosto 2021              | ISBN 978-88-349-0721-4      |
| 14 | 4 aprile 2019               | ISBN 978-4-08-891279-0      | 20 luglio 2022              | ISBN 978-88-349-0915-7      |
| 15 | 13 maggio 2020              | ISBN 978-4-08-891588-3      | 14 dicembre 2022            | ISBN 978-88-349-1821-0      |
| 16 | 30 aprile 2021              | ISBN 978-4-08-891875-4      | 30 agosto 2023              | ISBN 978-88-349-2190-6      |
| 17 | 2 maggio 2022               | ISBN 978-4-08-892283-6      | 27 dicembre 2023            | ISBN 978-88-349-1352-9      |
| 18 | 3 febbraio 2023             | ISBN 978-4-08-892502-8      | 10 aprile 2024              | ISBN 978-88-349-2540-9      |
| 19 | 4 luglio 2024               | ISBN 978-4-08-893196-8      | 9 aprile 2025               | ISBN 978-88-349-3325-1      |